# José Silva y Olave
José Vicente Silva y Olave (Guayaquil, 13 de abril de 1747 - Ninabamba, 26 de octubre de 1816) fue un religioso y rector de la Universidad Nacional Mayor de San Marcos.

## Biografía
Hijo del capitán Jacinto Pérez de Silva y Avilés, alcalde ordinario de Cabildo, y de María Jacinta de Olave y Salavarría, ambos guayaquileños. 
En 1754 ingresó al Colegio Jesuita de San Ignacio y terminados sus estudios preparatorios se trasladó a la Universidad de Santo Tomás de Aquino en Quito hasta doctorarse en Teología en 1767. Entonces su padre lo envió al Seminario de Santo Toribio en Lima para que siguiera la carrera religiosa y tras aprobar los cursos recibió el título de maestro en 1777, ejerciendo la docencia por cuatro años. 
A principios de 1809 ejerció el rectorado de la Universidad Mayor de San Marcos.
Llegó a ser Vicerrector del Convictorio de San Carlos, y posteriormente Rector del Colegio del Príncipe y Obispo de Huamanga.
Fue elegido por sorteo para representar al Perú. En diciembre siguieron a Acapulco con sus sobrinos Francisco de Paula Ycaza Silva y José Joaquín de Olmedo Maruri, a quien había designado su secretario. Mientras se hallaban en México se interrumpió la comisión al disolverse la Junta Central de Sevilla, hostilizada por la presencia de los Ejércitos franceses. El doctor Silva y Olave fue el conductor de doce mil pesos que llevaba al Rey de España, como donación del célebre vecino de Quito don Carlos Lagomarsino, a quien se debe el nombre, algo estropeado, del barrio del Argumasín. Como no realizó el viaje a España el doctor Silva entregó los doce mil pesos en México para que se los remitieran al Rey. Regresó a Lima en septiembre de 1810.
Falleció en Ninabamba el 26 de octubre de 1816, a los sesenta y nueve años de edad.

## Homenajes y distinciones
- En su homenaje existe con su nombre una calle en el sur de Guayaquil.[8]